# Illa Santa Catalina (Colòmbia)
Santa Catalina, és una petita illa colombiana, situada en el mar Carib o mar de les Antilles, que pertany al departament de San Andrés y Providencia i administrativament al municipi de Providencia y Santa Catalina. Se situa a uns 72 km al nord de San Andrés i a uns 240 km a l'est de Nicaragua, en les coordenades 13° 23′ 18″ N, 81° 22′ 25″ O / 13.38833°N,81.37361°O.
Santa Catalina és una de tres illes principals de l'arxipèlag, amb aproximadament 1 km² d'extensió territorial i està separada de la propera Illa de Providència per un canal de 150 m d'ample anomenat "Canal Aury". Amb aquesta última conforma el municipi de Providencia y Santa Catalina.
La seva altura màxima és de 133 m sobre el nivell del mar. El clima és bastant sec, amb dos períodes de pluges anuals; la temperatura mitjana és d'uns 25 graus. Quant a la vegetació, predomina el bosc sec tropical, el component més abundant és Erythrina eggersii, seguit pel chaparro, el resbalamano i l'olivera. Alguns arbres de mango, palmes, entre elles la pactá (endèmica de la zona), creixen a la petita illa.
Donada la seva proximitat amb la més gran illa de Providència totes les seves activitats econòmiques i turístiques estan vinculades a aquesta.

## Badies
- Old John Bay (Antiga Badia Juan)
- Eliza Bay. (Badia Eliza)